# Papër
Papër là một xã trong quận Elbasan thuộc hạt Elbasan, Albania. Dân số năm 2005 là 8095 người.